# UFC Fight Night: Shogun vs. Smith
UFC Fight Night: Shogun vs. Smith fue un evento de artes marciales mixtas organizado por Ultimate Fighting Championship que se llevó a cabo el 22 de julio de 2018 en el Barclaycard Arena en Hamburgo.

## Historia
El evento será el segundo que la promoción organice en Hamburgo, después de UFC Fight Night 93 en septiembre de 2016.
Mauricio Rua tenía previsto enfrentar a Volkan Oezdemir en el evento. Sin embargo, la pelea fue cancelada cuando Oezdemir fue removido a favor de un combate contra el exretador del título Alexander Gustafsson en el UFC 227. Fue reemplazado por Anthony Smith.
El evento coestelar contó con un combate de peso semipesado entre Glover Teixeira y Corey Anderson.

## Premios extra
Cada peleador recibió los siguientes bonos de recompensa:
- Pelea de la Noche ($50.000): Danny Roberts vs. David Zawada
- Actuación de la Noche ($50.000): Anthony Smith y Manny Bermudez